# Thích Huyền Quang
Patriarche (Tăng Thống) de
l'Église bouddhiste unifiée du Vietnam
- Thich Quang Do
Thích Huyền Quang, né dans la province de Bình Định le 19 septembre 1919 et mort à Nguyen Thieu le 5 juillet 2008, était un moine bouddhiste, de l'école mahāyāna, dissident et opposant aux différents régimes vietnamiens. Il était patriarche depuis 1992 de l’Église bouddhiste unifiée du Vietnam (EBUV), organisation religieuse interdite par les autorités. Connu pour son engagement pour les droits de l'homme et la liberté de religion, il passa de nombreuses années en prison et en résidence surveillée, ce qui en fait un des opposants les plus longtemps détenus de l'histoire moderne.

## Biographie
Huyền Quang est né sous le nom de Lê Đình Nhàn dans une famille paysanne de la région du centre du Viêt Nam. Il entre à l'Église Bouddhique à l'âge de 13 ans et entreprend des études religieuses à Long Xuyên puis à Hué.
Dès 1945, il s'oppose à la fois à l’occupation française et aux communistes, dans la région de Binh Dinh, au sein du Mouvement bouddhique pour le salut national, avant d'être arrêté une première fois par le Viet Minh en 1952. Après sa libération consécutive aux accords de Genève, il prend la direction du séminaire de Nha Trang en 1954 et devient bientôt responsable adjoint de l'Association Bouddhique du Centre Viêt Nam. Le nouveau régime de Ngô Dinh Diêm pratique la ségrégation des religions ce qui lui vaut une nouvelle arrestation pour quelques mois en 1963. Rapidement libéré à la chute du régime, il devient responsable en second de la toute nouvelle Église bouddhiste unifiée du Vietnam et Secrétaire général de l’Institut de la propagation de la foi bouddhique dont il est nommé recteur adjoint en 1974. Durant cette période, il participe à de nombreuses rencontres religieuses internationales.

### Sous le régime communiste
Les communistes prennent le pouvoir au Viêt Nam en 1975. En 1977, Huyền Quang rédige une lettre au Premier ministre de l'époque, Phạm Văn Đồng, dénonçant l'oppression du régime communiste à l'encontre de l'EBUV, ce qui entraine son arrestation à la pagode de An Quang (en), siège de l’EBUV, et sa condamnation à deux ans de prison, en compagnie de cinq autres chefs religieux bouddhistes dont son collègue Thich Quang Dô.
En 1982, après avoir dénoncé publiquement la politique gouvernementale de contrôle d'État sur l'officielle Église bouddhiste du Viêt Nam, qui devient alors la seule habilitée à représenter le bouddhisme vietnamien, Huyền Quang est arrêté puis assigné à résidence dans le monastère Hôi Phuoc dans la province de Quảng Ngãi. Plusieurs personnalités internationales interviennent alors en sa faveur et sa candidature est même proposée au prix Nobel de la Paix.
En 1992, il est nommé à la tête de l’EBUV après le décès de Thich Dôn Hâu et critique dans plusieurs lettres la politique du gouvernement, réclamant l’abrogation de l'article 4 de la constitution vietnamienne instituant le monopole du parti communiste vietnamien. En réaction, il est arrêté en décembre 1994 et mis en détention, totalement isolé de l’extérieur, pour n'être libéré que près de 10 ans plus tard en n’ayant cependant jamais cessé de diffuser ses protestations contre la répression exercée contre son Église.

### Dernières années
À sa libération, en 2003, Huyền Quang organise un congrès pour remettre l’EBUV en ordre de fonctionnement et devient à cette occasion le 4e patriarche officiel de l’EBUV. Mais immédiatement après ce congrès, les leaders de l’EBUV sont arrêtés et placés en résidence surveillée dans différentes pagodes à travers le Viêt Nam. C'est dans le monastère de Nguyen Thieu que Thích Huyền Quang meurt le 5 juillet 2008 tandis que Thich Quang Do, pressenti pour lui succéder à la tête de l'EBUV, pourtant assigné à résidence à Hô Chi Minh-Ville, l'a rejoint pour ses derniers instants.
Malgré l'ostracisme dont l'EBUV est encore partiellement frappée, six mille moines, religieuses et fidèles assistent à ses funérailles au monastère de Nguyen Thieu le vendredi 11 juillet 2008. Les médias d'État, dans une tentative de récupération post-mortem, avaient annoncé que la cérémonie serait conduite par l'Église officielle bouddhiste puis avaient mené une très virulente campagne contre Thich Quang Dô et ses confrères, accusés d'empêcher l’organisation d’obsèques officielles par l’Église bouddhiste patronnée par l'État. Aucun représentant du gouvernement vietnamien n'a assisté aux funérailles mais, à l'occasion de celles-ci, la Commission des États-Unis sur la liberté religieuse internationale (USCIRF) a demandé la suppression de toute restriction légale à l'encontre de l’EBUV.

### Sources partielles
- « Vénérable Thích Huyên Quang - Patriarche de l’Église bouddhique unifiée du Viet Nam », sur Viêt Tân (version du 13 novembre 2008 sur Internet Archive)